# Peri Baumeister
Peri Baumeister, född 1986 i Berlin, är en tysk skådespelare.
Baumeister har bland annat medverkat i TV-serierna The Last Kingdom, Sovande hundar och Signalen.

## Filmografi (i urval)
- 2017–2018 – The Last Kingdom (TV-serie)
- 2023 – Sovande hundar (TV-serie)
- 2024 – Signalen (TV-serie)